# Shox
Ришар Папильон (фр. Richard Papillon, род. 27 мая 1992) — французский киберспортсмен играющий под ником «shox». В настоящее время не состоит в команде.

## Карьера
Ришар начал свою карьеру еще со времен Counter-Strike 1.2, в первые годы карьеры несколько раз менял версию игры и организации. В конце концов он остановился на Counter-Strike: Source. Он играл за различные организации в период с 2008 по 2013 год, где не смог добиться международного и национального успеха. В 2012 году перешел на версию Counter-Strike: Global Offensive вместе с бывшим товарищем по команде Адилем «ScreaM» Бенрлитом.
В мае 2013 года, после нескольких достижений в небольших командах, присоединился к организации «VeryGames» в которой он ранее активно играл в других дисциплинах. На своём первом крупном турнире, DreamHack Winter 2013, shox занял 3—4 место. В 2013 году также были отмечены победы на ESL Major Series One - Summer 2013, SLTV StarSeries VII Finals и ESL Major Series One - Fall 2013. Помимо успехов в команде, он стал лучшим игроком SLTV StarSeries VII Finals и третьим лучший игрок 2013 года по версии HLTV.
В 2014 году, после распада Team VeryGames, Папийон играл за Titan eSports и Epsilon eSports. В составе Titan, занял 1-е место в DreamHack Invitational I, 9—12 место в Major ESL Major Series One Katowice 2014. 1-е и 2-е место на DreamHack Valencia 2014, также был назван лучшим игроком турнира на DreamHack Invitational I и DreamHack Valencia. Принимал участие во втором мейджоре, который проходил в том же году – ESL One Cologne 2014, в четвертьфинале уступив команде – Team Dignitas.
В сентябре этого же года присоединился к Team LDLC.com, с которой он выиграл DreamHack Winter 2014, отпраздновав свою единственную крупную победу на тот момент. Также выиграл SLTV StarSeries XI и был снова включен в список 20 лучших игроков года, заняв 8 строку этого рейтинга.
После того, как состав LDLC был приобретен Team EnVyUs, в январе 2015 года, он предоставлял американскую организацию до июля этого же года. С Envy он дошел до полуфинала мэйджора ESL One Katowice 2015. Выиграл MLG X-Games Aspen, Gfinity Spring Masters 1, SLTV StarSeries XII и Gfinity Summer Masters 1. За свои личные выступление на Gfinity Summer Master 1 и SLTV StarSeries VII получил медали MVP. В июле он вернулся в Titan. С командой играли на мейджоре ESL One Cologne 2015 и завершили свое выступление досрочно, заняв 13—16 место. Также участвовал в третьем крупном турнире года, DreamHack Open Cluj-Napoca 2015, закончил турнир на 9–12 месте. Как и в предыдущие годы, вошел в список 20-ти лучших игроков года, попав на 13 строчку рейтинга.
В феврале 2016 года присоединился к организации G2 Esports .Первым крупным турниром в новой организации был MLG Major Championship Columbus 2016, на котором его команда заняла 9—12 место. Далее последовало второе место в ESL Pro League Season 3 и победа в Esports Championship Series Season 1. На втором мейджоре года ESL One Cologne 2016, занял 13—16 место. В конце 2016 года, четвёртый год подряд был назван 6-м лучшим игроком года по версии HLTV. 6-е место в рейтинге было последнее личное достижение Ришара на профессиональной киберспортивной сцене.
В 2017 году занял 12–14 место на ELEAGUE Major: Atlanta 2017. Впоследствии он выиграл DreamHack Open Tours 2017 и SL Pro League Season 5. Второй мейджор, PGL Major Kraków 2017, закончился для него на  9–11 месте. Год для "шокса" завершился победой на DreamHack Masters Malmö 2017 и третьим местом на EPICENTER 2017.
2018 год начался для него с места в плей-офф на ELEAGUE Major: Boston 2018, закончил турнир на 5—8 месте. Затем с марта по июнь находился на скамейке запасных в G2 Esports. Вернувшись в основной состав команды, он сыграл на FACEIT Major: London 2018. Папильон и его команда заняли 9—11 место.
В сентябре 2019 года покинул состав G2 Esports.
В октябре 2019 года, Папильон присоединился к Team Vitality. Со своей новой командой ему удалось занять второе место на DreamHack Masters Malmö 2019 и победить на турнире EPICENTER 2019.
В 2020 году он занял второе место в BLAST Premier: Spring 2020 European Finals, cs_summit 6 Online: Europe, ESL One Cologne 2020 Online - Europe и DreamHack Open Fall 2020. Затем он выиграл IEM Beijing-Haidian 2020 Europe и BLAST Premier Fall 2020 Finals.
В следующем году занял 3-е место в BLAST Premier Global Final 2020, 2-е место в ESL Pro League Season XIV и 3-е место в IEM Fall 2021 Europe. Завершил первый мейджор с 2019 года, PGL Major Stockholm 2021, на 5—8 месте. Затем последовало второе место в BLAST Premier Fall Final 2021, победа в Intel Extreme Masters XVI — Winter и третье место в BLAST Premier World Final 2021.
В декабре 2021 года покинул состав Team Vitality.
29 декабря Ришар присоединился к Team Liquid.
В 2022 году занял 5—8 место как лучший результат со своей новой командой в ESL Pro League Season 15. После того, как в июне он оказался на скамейке запасных, спустя два месяца он покинул состав и присоединился к Team Apeks.
В составе Apeks пробыл около 5 месяцев, ничего крупного с командой не достиг. В январе 2023 года покинул состав.
12 января Ришар собрал состав из 5-ти человек чтобы принять участие в квалификации к RMR-турниру для прохода на BLAST Paris Major 2023. Покинул команду 5 мая 2023 года.

## Достижения
В таблице показаны изменения позиции в рейтинге 20 лучших киберспортсменов года по версии портала HLTV.org.
| Год  | Позиция | Прим. |
| ---- | ------- | ----- |
| 2013 | 3       | [ 1 ] |
| 2014 | 8       | [ 3 ] |
| 2015 | 13      | [ 5 ] |
| 2016 | 6       | [ 7 ] |

Имеет медали MVP (Самый ценный игрок) на 4 различных турнирах.